# Camponotus abjectus
Camponotus abjectus é uma espécie de inseto do gênero Camponotus, pertencente à família Formicidae.